# Four Corners (Floryda)
Four Corners – jednostka osadnicza w Stanach Zjednoczonych, w stanie Floryda, w hrabstwie Osceola.